# 橘さり
橘 さり（たちばな さり、1988年3月24日 - ）は、日本の女優、タレント、グラビアアイドル。愛称はサリエル。
東京都出身。身長171cm。血液型はA型。

## 経歴
2009年にフェリス女学院大学を卒業後、就職活動が上手くいかなかったため、そのまま半年ほど引きこもり・ニートを経験する。当時は2ちゃんねるやニコニコ動画の閲覧に没頭し、時には自分でスレッドを立てることもあるほどだったという。
そんな彼女であったが、就職難に理解を示しながらも両親が抱く複雑な思いをくみ取り、貯金が尽きたこともあって外に出て働いてみようと決意する。チョコレートショップのアルバイトに応募し、面接で履歴書の空白期間を聞かれた際に正直に「ニートでした」と答え、採用されたのに気をよくするなどして、そこでまずは約1年間の社会経験を積んだ。
それから学生時代にスカウトを受けた体験を振り返り、中学・高校時にもデビューへの誘いがありながら、親に「大学を出るまではダメ」と止められていた芸能界への夢が再燃。アイドルオーディションの雑誌に応募したのを契機に、2011年9月までに芸能界入りを果たすとグラビアアイドルの活動を始めた。2012年2月、池袋の小劇場「シアターKASSAI」にて上演されたアリスインプロジェクトによる『パラダイスロスト』への出演で演劇初舞台、女優としてもデビュー。
2013年には日テレジェニックに候補生としてエントリー、『アイドルの穴〜日テレジェニックを探せ!〜』にて奮闘。また、「フェリス卒の“お嬢様系”」と銘打ち、夕刊フジの公式サイト「ZAKZAK」主催のZAK THE QUEENに出場、サイト側による暫定発表ではファイナルステージに進出。2014年1月からはSIR（サンスポアイドルリポーター）の3期生に加入しイメージカラー水色を担当。同年7月発売の『週刊プレイボーイ』31号では単独でスナップ写真とプロフィールが掲載される。2015年は、JFN系列のラジオ番組『SCHOOL NINE』10月28日放送分にて王崎まりなとともにSIRメンバーとしてゲスト出演した。
2016年のSIR総選挙の中間発表では1位・2位の接戦に大差で続きながら食い込み最終結果でも3位にランクインした。SIRとして同年8月開催のTOKYO IDOL FESTIVALに出場した際には、SIRは結成から5年連続の出場であることやイベントの概要などをサンケイスポーツの紙上でリポート。また、同月発売の『週刊プレイボーイ』37号で組まれた特集では、アイドル研究家の北川昌弘やアイドルライターの本末ひさおらの選考によって、「長身グラドル番付」の西小結に格付けされた。同年10月1日放送分の文化放送のラジオ番組『ペーパーアイドル！』では、チームアダルトの代表3人のうちの1人として仮面ライダーGIRLSを招いての進行役に加わっている。
2017年2月にSIRを卒業。翌3月にはTOKYO MXのテレビ番組「東京オーディション（仮）」とマシェバラの共同企画である「イイね！ガールズ」としての出演枠をかけた3月大会で1位となり、11か月連続で首位の座を獲得し出演。
その後、2020年には、講談社主催のミスiD2021の選考過程にてセミファイナリスト405人のうちの1人に名を連ねた。同年10月のカメラテストではバリカンで髪を刈り上げ坊主となった。橘の中に女優＝坊主が登竜門という思いがあったこと、坊主頭で支障が出る仕事予定がなかったことを行動理由に挙げている。

### 売れていない芸能人として
2016年11月11日に放送されたテレビ朝日系列のテレビ番組『金曜★ロンドンハーツ』では、「これを機に売れて欲しい！！売れてない芸能人の親はどう思ってる？」をテーマに他のアイドルなどのゲストの1人として出演している。番組中では有名女子大まで出させた親は、グラビアアイドルとしての仕事の実際など娘の現況を垣間見てどう思うかが問われ、潜入と称した収録のために水着撮影会の現場へ密かに同行していた父親とともに取り上げられた。

## 人物
特技は小学校時に習い事としていたフルートやピアノ、ブラスバンドで吹いていたトロンボーン、中学校の吹奏楽で弾いていたコントラバス。また、新体操の心得があり、映像作品中にてY字バランスを披露するなど、体が柔らかいことも特技に挙げている。
趣味はアニメ・映画鑑賞、ゲーム、一人カラオケなど。

## 出演

### 舞台
- 2018年
  - ドブ恋9 ダニチーム（2018年5月15日 - 5月27日）[30]
  - 女女女の女ーめめめのめー  Bチーム（2018年7月24日 - 7月29日）[31]
  - わたし、不合格 （2018年10月30日 - 11月6日）[32]
- 2019年
  - 吸ってはく（2019年4月24日 - 5月5日）[33]
  - ドブ恋10 ダンゴムシチーム（2019年5月14日 - 5月26日）[34]
- 2024年
  - やさしい夜のはなし（2024年12月19日 - 22日）[35]

### 映画
- ぞっこんヒールズ ぬるりと解決（2021年8月27日、オーピー映画）[36]
- まん開ヒールズ 女の魔剣と熟女のアソコ（2021年12月31日、オーピー映画）[37]
- 胸騒ぎがする! 〜ヒールズ・フォーエバー〜（2022年12月9日、オーピー映画） - シースー 役
- 大阪カジノ（2024年4月20日、石原映画工場）監督 石原貴洋　-主人公、杉村の妻 優子 役
- サリエルファンタジー（2024年6月）監督 塩出太志　-主演
- UGLY　アグリー（2024年）監督 金本慎吾

### テレビ
- 相棒 season23（2025年） - 高橋理沙 役